# Buchenavia nitidissima
Buchenavia nitidissima là một loài thực vật có hoa trong họ Trâm bầu. Loài này được (Rich.) Alwan & Stace mô tả khoa học đầu tiên năm 1985.